# Dave Chapman
Dave Chapman (eigentlich David John Chapman; * 21. August 1936 in Walthamstow, London Borough of Waltham Forest) ist ein ehemaliger britischer Hindernisläufer.
Bei den Olympischen Spielen 1960 in Rom schied er im Vorlauf aus. 1962 wurde er für England startend Fünfter bei den British Empire and Commonwealth Games in Perth.
1960 und 1962 wurde er englischer Vizemeister. Seine persönliche Bestzeit von 8:46,4 min stellte er am 13. Juli 1962 in London auf.